# Daniela Demko
Daniela Demko (* 27. August 1971 in Treuenbrietzen) ist eine deutsche Rechtswissenschaftlerin und Hochschullehrerin an der Universität Leipzig.

## Leben
Demko studierte von 1990 bis 1995 Rechtswissenschaften an der Universität Potsdam. Anschließend nahm sie im Land Brandenburg die Referendarausbildung auf, unterbrach diese 1996 jedoch wieder, um an der Universität Saarbrücken einen LL.M.-Studiengang zu absolvieren. Diesen schloss sie 1997 mit dem Erwerb des Titels Master of European Laws ab. Anschließend arbeitete Demko als wissenschaftliche Hilfskraft am Potsdamer Lehrstuhl von Georg Küpper, wo sie 2000  ihre Promotion zur Dr. iur. abschloss. Bereits 1999 hatte sie im Land Rheinland-Pfalz ihre Referendarausbildung fortgesetzt und schloss diese 2001 mit dem Zweiten Juristischen Staatsexamen ab. Anschließend arbeitete sie als wissenschaftliche Mitarbeiterin am Max-Planck-Institut für ausländisches und internationales Strafrecht in Freiburg im Breisgau, bevor sie als Oberassistentin an die Universität Zürich wechselte.
Von 2006 bis 2011 war Demko Assistenzprofessorin an der Universität Luzern und vertrat im Sommersemester 2010 einen Lehrstuhl an der Universität Göttingen. 2012 schloss sie an der Universität Zürich ihr Habilitationsverfahren ab und erhielt die Venia legendi für die Fächer Strafrecht, Strafprozessrecht, Internationales Strafrecht und Rechtsphilosophie. Anschließend nahm sie verschiedene Lehraufträge an den Universitäten Luzern, Basel, Bern und Zürich wahr. Ab 2013 vertrat sie zudem Lehrstühle an den Universitäten Frankfurt am Main und Regensburg. Seit März 2016 hat sie den ordentlichen Lehrstuhl für Strafrecht, Strafprozessrecht, Internationales Strafrecht, Strafrechtsvergleichung und Rechtsphilosophie an der Universität Leipzig inne.

## Veröffentlichungen (Auswahl)
Demko forscht und publiziert entsprechend ihrer Venia vor allem zum internationalen Strafrecht und der Strafrechtsvergleichung. Darüber hinaus erstreckt sich ihr Forschungsgebiet auch auf die Rechtsphilosophie und die Rechtsethik.
- Zur "Relativität der Rechtsbegriffe" in strafrechtlichen Tatbeständen. Duncker & Humblot, Berlin 2002, ISBN 978-3-428-10551-9 (Dissertation).
- «Menschenrecht auf Verteidigung» und Fairness des Strafverfahrens auf nationaler, europäischer und internationaler Ebene dargestellt anhand eines Strafrechtsvergleichs zum Konfrontationsrecht des Angeklagten gegenüber Belastungszeugen und unter Zugrundelegung von Erkenntnissen aus Philosophie und Psychologie. Stämpfli, Bern 2014, ISBN 978-3-7272-3119-3 (Habilitationsschrift).
- mit Kurt Seelmann: Rechtsphilosophie. 6. Auflage. C.H. Beck, München 2014, ISBN 978-3-406-67172-2.